# Gewöhnliches Gabelzahnmoos
Das Gewöhnliche Gabelzahnmoos oder Besenmoos (Dicranum scoparium) ist ein häufiges und formenreiches Moos in europäischen Wäldern und Heiden.

## Merkmale
Es handelt sich um kräftige, bis 10 cm hohe Moose, die oft ausgedehnte Polster bilden. Die Stängel sind im unteren Teil meist von einem dichten bräunlichen oder grauen Rhizoidfilz umgeben.
Die Blätter sind in der Regel sichelförmig zu einer Seite gewendet, manchmal auch mehr oder weniger gerade aufrecht. Dieses Merkmal kann sehr verschieden stark ausgeprägt sein. Normalerweise sind die Blätter aber nicht so stark gekrümmt wie bei Dicranum majus und deutlicher einseitswendig als bei Dicranum bonjeanii. Die Blätter sind in eine lange pfriemliche Spitze ausgezogen. Die Blattzellen sind sowohl im Blattgrund als auch in der Blattspitze länglich rechteckig. Charakteristisch sind außerdem die vier Lamellen auf der Unterseite der Blattrippe, die bis in die Blattspitze reicht. 
Die gekrümmt zylinderförmige Kapsel steht auf einer braunroten Seta.
Dicranum scoparium ist eine zweihäusige Art, die sich aber oft vegetativ durch abbrechende Stämmchen oder Ästchen vermehrt.

## Verbreitung
Die Art kommt auf der Nordhalbkugel vor, und zwar in den gemäßigten Gebieten. Das Verbreitungsgebiet erstreckt sich nach Norden bis in die Tundrengebiete und in den Gebirgen bis auf Höhen von 3000 m. Außerdem kommt die Art in Neuseeland, auf den Kanaren und Madeira vor. In Europa ist sie weit verbreitet und häufig.
Das Moos wächst auf Erde oder Felsen, manchmal auch am Grunde von Bäumen auf Wurzeln, in Wäldern, Heiden oder Mooren. Es kann sowohl auf saurem als auch neutralem Boden wachsen.

## Bilder

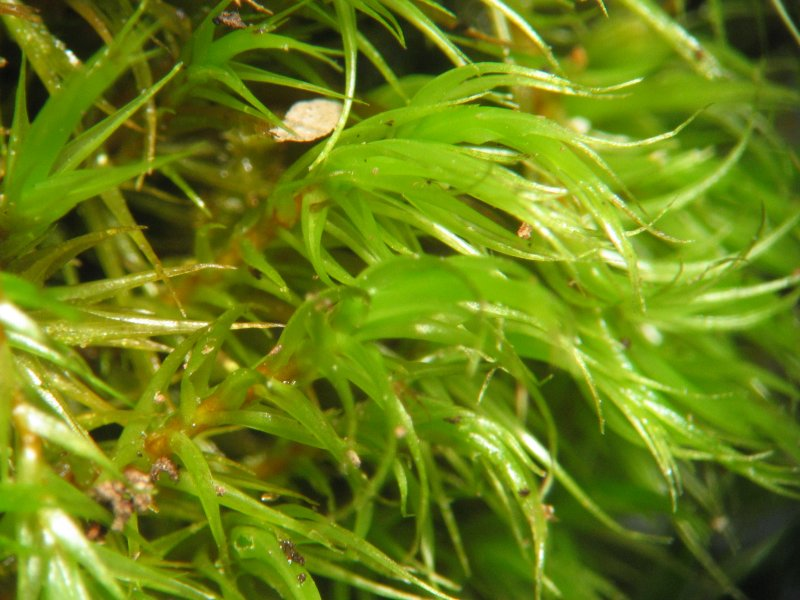
Habitus
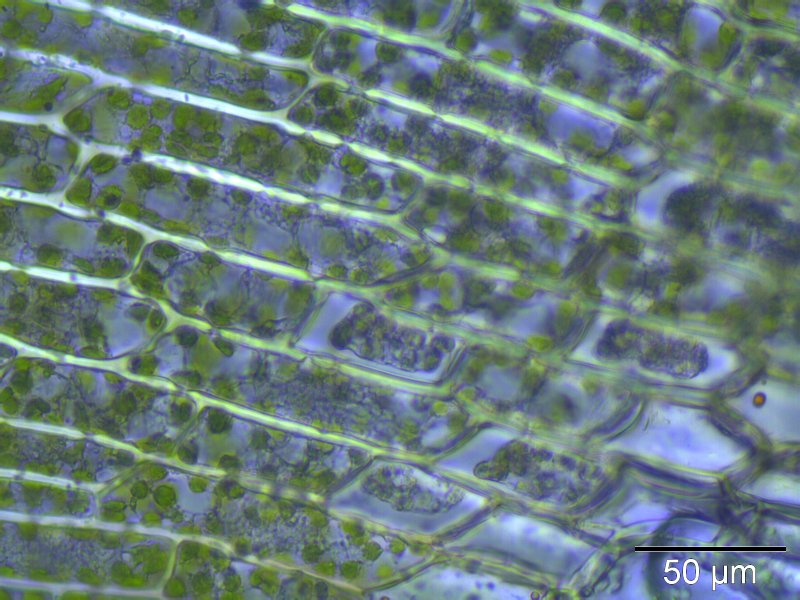
Laminazellen bei 400-facher Vergrößerung
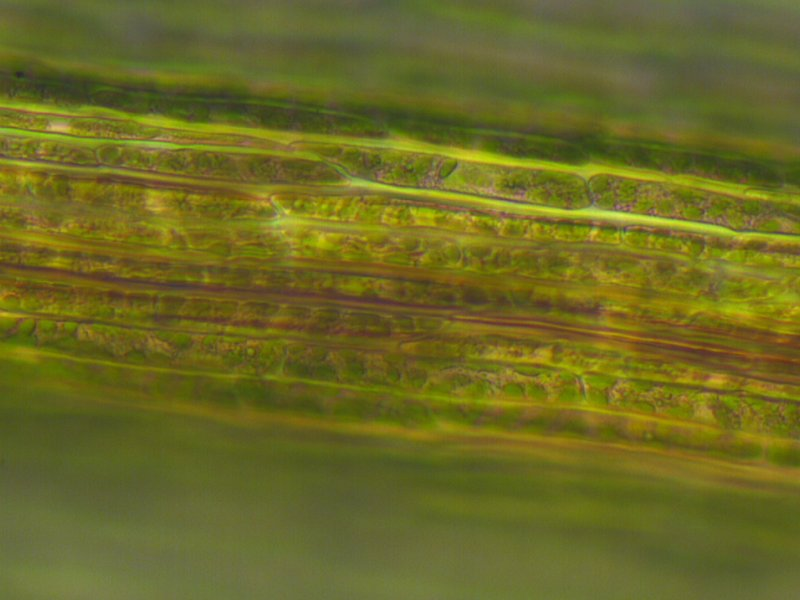
Mittelrippe bei 200-facher Vergrößerung